# Спрінг-Гілл (Канзас)
Спрінг-Гілл (англ. Spring Hill) — місто (англ. city) в США, в округах Джонсон і Маямі штату Канзас. Населення — 4932 особи (2020).

## Географія
Спрінг-Гілл розташований за координатами 38°45′24″ пн. ш. 94°49′16″ зх. д. / 38.75667° пн. ш. 94.82111° зх. д. (38.756685, -94.820976).  За даними Бюро перепису населення США в 2010 році місто мало площу 22,31 км², з яких 22,05 км² — суходіл та 0,26 км² — водойми.

## Демографія
Згідно з переписом 2010 року, у місті мешкало 5437 осіб у 1919 домогосподарствах у складі 1447 родин. Густота населення становила 244 особи/км².  Було 2069 помешкань (93/км²).
Расовий склад населення:
| - 93,7 % — білих - 1,6 % — чорних або афроамериканців - 0,7 % — азіатів - 0,6 % — корінних американців |

До двох чи більше рас належало 2,5 %. Частка іспаномовних становила 4,0 % від усіх жителів.
За віковим діапазоном населення розподілялося таким чином: 32,2 % — особи молодші 18 років, 59,2 % — особи у віці 18—64 років, 8,6 % — особи у віці 65 років та старші. Медіана віку мешканця становила 32,3 року. На 100 осіб жіночої статі у місті припадало 99,7 чоловіків;  на 100 жінок у віці від 18 років та старших — 94,4 чоловіків також старших 18 років.
Середній дохід на одне домашнє господарство  становив 78 067 доларів США (медіана — 64 973), а середній дохід на одну сім'ю — 82 823 долари (медіана — 68 466). Медіана доходів становила 48 906 доларів для чоловіків та 36 128 доларів для жінок. За межею бідності перебувало 5,2 % осіб, у тому числі 3,8 % дітей у віці до 18 років та 10,1 % осіб у віці 65 років та старших.
Цивільне працевлаштоване населення становило 2951 осіб. Основні галузі зайнятості: освіта, охорона здоров'я та соціальна допомога — 16,3 %, науковці, спеціалісти, менеджери — 12,4 %, роздрібна торгівля — 11,7 %.